# 톨레도의 유대 여인

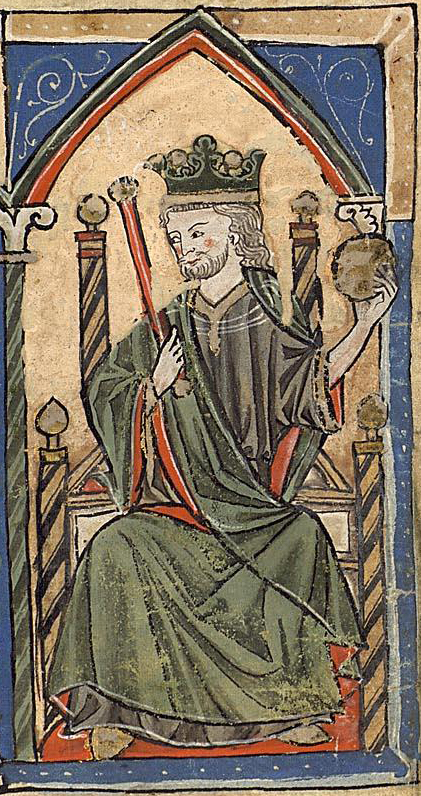

톨레도의 유대 여인(Die Jüdin von Toledo)은 독일의 유대계 작가 리온 포이히트방거의 1955년 소설이다. 12세기 스페인, 호전적인 카스티야의 기독교 왕 알폰소와 유대 여인 라헬의 사랑에 대한 이야기를 전달한다. 주인공은 얼핏 라헬인 듯 보이지만 실은 그녀의 아버지 예후다가 숨은 주인공이다. 예후다는 이 지역의 평화를 지키기 위해, 또 자신의 유대 민족을 구하는 대업을 완수하기 위해 알폰소의 재무장관이 되어 봉건귀족들과 구질서로부터 개혁을 추진한다. 자신의 딸도 기꺼이 알폰소의 첩으로 들어앉힌다. 예후다는 작가 포이히트방거가 역사적 사실과 사랑 이야기 뒤에 감추어놓은 메시지다. 즉 온갖 어려움에도 평화를 위해 매진하는 것이 전쟁의 월계관을 쟁취하는 것보다 훨씬 더 명예로운 일이라는 것이다. 또한 기독교 유대교 이슬람교의 세 문화의 화해와 통합을 내비친다. 작가는 이 소설을 통해 보다 도덕적이고, 보다 인간적인 세계의 건설에 동참하고자 한다.

## 내용

### 역사적 사실을 기반으로 한 중세 스페인 왕국들의 패권 다툼
12세기 스페인은 기독교도와 무슬림 간의 투쟁, 십자군 원정과 유대인 학살의 불행한 무대였다. 소설의 역사적 배경은 1189년에서 1192년까지 진행된 3차 십자군 원정이다. 이 원정은 술탄 살라딘이 기독교도들을 격파하고 예루살렘을 탈환한 하틴 전투가 끝난 2년 후에 시작된 것으로, 신성로마제국의 프리드리히 바바로사 황제가 사망하고 사자왕 리처드가 참전한 전쟁이었다. 알폰소 8세는 스페인의 기독교 왕국들을 규합하고 아라곤, 나바라, 레온 그리고 포르투갈의 지원을 받아 1212년 로스 나바스 데 톨로사 근교에서 무어인들을 격파하였다. 이는 8세기부터 진행된 스페인의 재정복운동의 전환점이자 스페인 내 아랍제국의 종말을 알리는 신호탄이 되었다. 포이히트방거는 그의 소설을 알라르코스 전투의 전후에 집중, 연대기적으로 떨어져 있는 사건들을 결합시키면서 봉건 귀족계급과 신흥 시민계급 간의 긴장 관계와 카스티야와 레온 및 아라곤 왕국 간의 패권 다툼을 다루고 있다.
소설은 총 3부로 구성되어 있다. 1부는 유대 상인 예후다의 재무상으로서의 활동을 다루고 있고, 2부는 알폰소와 예후다의 딸 라헬의 7년에 걸친 애정 관계, 3부는 예후다와 라헬의 피살과 왕의 변신을 주 내용으로 한다.

### 유대 여인과 호전적인 카스티야 기사 왕의 전설적인 사랑 이야기
카스티야의 젊은 기독교 왕 알폰소는 무슬림과의 전쟁에서 패배해 나라가 붕괴 지경에 이르렀다. 이에 무슬림 치하인 세비야의 상인 예후다가 톨레도로 와서 재무장관직을 맡아 혁신적인 경제정책을 추진한다. 예후다는 원래 유대 출신으로 톨레도에서 자신의 뿌리를 되찾는다. 그는 왕을 설득해 새로운 법률들을 제정하고 봉건귀족들의 권력을 제한한다. 그리고 많은 나라들에서 박해받는 유대인들을 위한 정책도 추진한다. 특히 프랑스에서 추방된 6천 명의 유대인들을 카스티야로 이주시키는 데 성공한다. 예후다는 여러 차례의 전쟁으로 파탄 상태에 이른 경제를 재건하는 데는 평화를 유지하는 것이 무엇보다 중요하다는 것을 인식하고 있다. 평화를 실현하고 유대인들을 보호하기 위해 예후다는 알폰소가 탐하는 딸 라헬을 왕의 별장인 갈리아나에 첩으로 보낸다. 왕은 아름다운 여인 라헬을 깊이 사랑하게 되고, 라헬 역시 용감하고 활달한 왕에게 격정적인 애정을 느낀다. 알폰소는 전쟁도 왕비도 잊어버린 채 갈리아나에 틀어박혀 라헬과 7년간 행복한 애정 관계를 유지한다.

### 이성과 비이성의 대립
알폰소는 봉건귀족들의 사주로 8년간의 휴전협정을 무시하고 칼리프에게 선전포고를 하고 전쟁을 시작하지만 수많은 병력을 잃고, 자신은 몸만 빠져나오는 치욕을 겪는다. 이 전쟁으로 인해 왕비는 연적 라헬을 살해할 수 있는 기회를 갖는다.
소설 속 등장인물들은 이성과 비이성의 대립이라는 주제에 상응해서 두 그룹으로 나뉜다. 정신적이고 이성적인 인물들로는 유대인 재무장관 예후다, 무슬림 의사 무사, 왕의 고해신부인 참사 회원 돈 로드리게가 있고, 여기에 맞서는 위험한 비이성적 인물들로는 톨레도의 대주교 돈 마르틴을 비롯한 봉건귀족들, 왕비 도냐 레오노르, 그리고 알폰소 왕이 있다. 왕은 전쟁에 패배하고 라헬과 예후다가 무참히 살해당하는 소설의 결말에 이르러 이성적인 인간으로 변신한다.

### “1온스의 평화가 1톤의 승리보다 더 소중하다”
알폰소는 미망에서 깨어나, 자신의 오만함과 비이성적 행위를 깨닫고 예후다가 추구한 이상을 좇는다. 그는 카스티야에 끔찍한 재앙을 초래했지만, 앞으로는 평화 정책을 충실히 이행하고자 한다. 예후다가 생전에 추구했던 개혁과 위업은 알폰소에 의해 계승된다. 알폰소가 이성적 인간으로 변함으로써, 평화의 원칙이 결국 전쟁의 원칙에 대해 승리를 거둔다. 그는 라헬과 함께 지낸 별궁 갈리아나의 벽에 새겨진 “1온스의 평화가 1톤의 승리보다 더 소중하다”는 글귀를 가슴에 새기며 인도주의적 미래를 그려 본다.
포이히트방거는 역사적 사실을 바탕으로 현재의 세계사에 대해 자신의 입장을 표명하고 있다. 즉 온갖 어려움에도 평화를 위해 매진하는 것이 전쟁의 월계관을 쟁취하는 것보다 훨씬 더 명예로운 일이라는 것이다. 그리고 이슬람 문화의 영향을 받은 유대 여인 라헬과 기독교 왕 알폰소의 사랑을 통해 두 문화 내지 세 문화의 화해 및 통합 가능성을 내비친다. 이는 유대인이지만 유대 민족주의보다는 세계시민을 지향하는 작가의 독특한 관점을 보여 주는 것이다. 포이히트방거는 이 소설을 통해 보다 이성적이고, 보다 도덕적이고, 보다 인간적인 세계의 건설에 동참하고자 한다.